# Хайнрих IV фон Лихтенау
Хайнрих IV фон Лихтенау (на немски; * 1443, Минделхайм; † 12 април 1517, Дилинген ан дер Донау) е епископ на Аугсбург (1505 – 1517).

## Произход и духовна кариера
Той е от благородническта фамилия фон Лихтенау, която има резиденция замък при Минделцел, днес част от Урзберг в Швабия.
Хайнрих IV първо е каноник във Визенщайг при Гьопинген. След следването му в университетите във Фрайбург и Павия и промоциона си, той става от 1473 г. каноник в катедралата на Аугсбург. През 1484 г. е свещеник в Аугсбург и през 1485 г. генералвикар. На 1 април 1505 г. е избран за епископ на Аугсбург след Фридрих II фон Цолерн. Помазан е на 7 май 1505 г. в базиликата „Св. Петър“ в Дилинген.
Той строи два двореца. Разболява се и умира. Погребан е в капела в катедралата на Аугсбург. 